# 1712
1712 (MDCCXII) var ett skottår som började en fredag i den gregorianska kalendern och ett skottår som började en tisdag i den julianska kalendern. I den svenska kalendern, som gick en dag före den julianska och tio dagar efter den gregorianska, inleddes året som ett skottår som börjar en måndag och var det fram till och med den 29 februari. Då man därefter lade till den unika dagen 30 februari avskaffades därmed den svenska kalendern och från den 1 mars låg Sverige åter i fas med den julianska. 1753 övergick Sverige sedan direkt från den julianska till den gregorianska kalendern.

## Händelser

### Februari

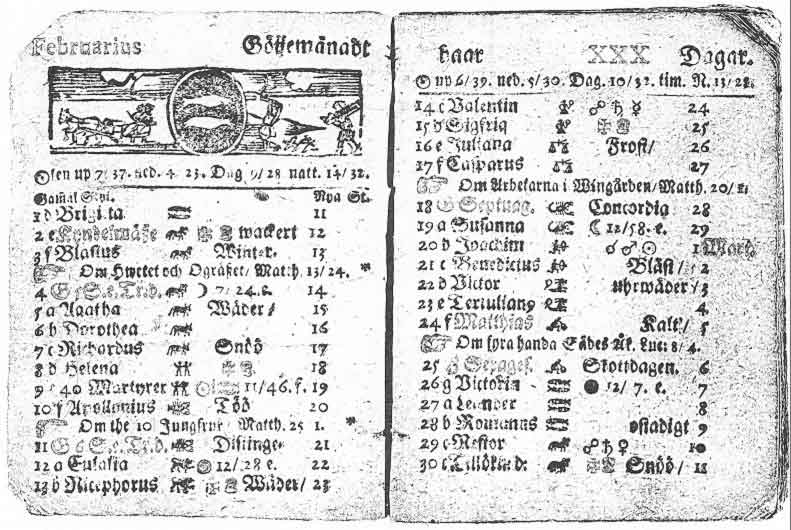
30 februari i Svenska kalendern.

- 30 februari (SS) – Sverige lägger till en extradag till februari i den svenska almanackan detta år, för att återigen komma rätt med Gamla stilen, eftersom det är krångligt att ha en helt egen kalender.[1]

### Mars
- 1 mars (GS) – Sverige går tillbaka till den julianska kalendern.

### Maj
- 17 maj – Norrköping drabbas av en stadsbrand.[2]
- 19 maj – Magnus Stenbock utnämns till överbefälhavare över den svenska armé, som skall skickas till Polen via Tyskland.

### September
- 7 september – Danmark ockuperar Bremen-Verden.[3]
- 14 september – Magnus Stenbock landstiger med en svensk här på Rügen för att försvara Sveriges tyska besittningar.

### November
- 19 november – Stillestånd sluts i Lüssow mellan de svenska och de fientliga arméerna på kontinenten.

### December
- 9 december – Svenskarna under Stenbock besegrar danskarna i slaget vid Gadebusch i Mecklenburg, vilket blir den sista stora svenska segern under Stora nordiska kriget.

### Okänt datum
- Den osmanske sultanen ger order om att Karl XII skall köras ut ur Osmanska riket med våld om han inte lämnar landet frivilligt.
- Ärkebiskop Haquin Spegel ger ut en svensk ordbok med titeln Glossarium sveogothicum eller Swensk ordabook.

## Födda
- 17 januari – John Stanley, brittisk kompositör.
- 24 januari – Fredrik II, kung av Preussen 1740–1786.
- 31 mars – Anders Johan von Höpken, svensk greve, politiker och riksråd samt kanslipresident 1752–1761.
- 28 juni – Jean-Jacques Rousseau, schweizisk-fransk författare och politisk filosof.
- 19 juli – Carl Fredrik Mennander, svensk ärkebiskop 1775–1786.
- okänt datum - Angélique du Courdray, fransk barnmorska och författare.

## Avlidna
- 12 februari – Marie-Adélaïde av Savojen, fransk kronprinsessa.
- 12 juli – Richard Cromwell, lordprotektor över England, Skottland och Irland 1658–1659.
- 7 augusti – Friedrich Wilhelm Zachau, tysk kompositör.
- 14 september – Giovanni Domenico Cassini, italiensk astronom.

### Fotnoter
1. ↑  ”Tideräkning i Sverige”. http://www.hhogman.se/tiderakning.htm.
2. ↑  ”Värmlands brandhistoriska klubb”. Arkiverad från originalet den 12 oktober 2011. https://www.webcitation.org/62NB7kO36?url=http://www.brandhistoriska.org/olyckor_se.html. Läst 25 mars 2011.
3. ↑  ”World Statesmen (läst 6 april 2011)”. http://www.worldstatesmen.org/German_States1.html.